# 太平川种畜场
太平川种畜场是位于中国黑龙江省哈尔滨市延寿县太平川的一个国有牧场，所在区域列为延寿县的一个类似乡级单位。
建场前，太平川是延寿县临近宾县的大山深处的荒原。抗日战争时期，赵尚志带领游击队在此地经常活动，亦有日本开拓团。1960年代，太平川种畜场建场。与赵尚志相熟的老抗联王静在种畜场工作、放羊。延寿县自然资源局、2023年编撰的《延寿县国土空间规划（2021-2035年）》中地图显示，太平川种畜场所在的太平川被延寿镇和六团镇包围。

## 行政区划
下辖以下地区：
太平川种畜场虚拟生活区。